# مامدبايلي (أذربيجان)
مامدبايلي (بالأذرية: Məmmədbəyli): هي قرية في مقاطعة زانغلان في أذربيجان.

## التاريخ
تقع القرية في الأراضي الأذربيجانية المحيطة بقرة باغ والخاضعه لسيطرة الأرمن خلال حرب مرتفعات قره باغ الأولى في أوائل التسعينيات. أصبحت القرية لاحقًا جزءًا من جمهورية أرتساخ المنفصلة كجزء من مقاطعة كاشاتاغ، والتي يشار إليها باسم فاردانانتس (بالأرمنية: Վարդանանց). والتي تم استعادتها من قبل أذربيجان في 20 أكتوبر 2020 خلال حرب مرتفعات قره باغ الثانية.